# Blenio
Blenio är en  kommun i distriktet Blenio i kantonen Ticino, Schweiz. Kommunen har 1 706 invånare (2023).
Kommunen grundades 22 oktober 2006 genom en sammanslagning av kommunerna Aquila, 
Campo (Blenio), Ghirone, Olivone och Torre.